# James H. Scheuer

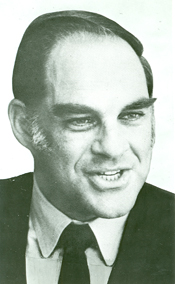
James H. Scheuer

James Haas „Jim“ Scheuer (* 6. Februar 1920 in New York City; † 30. August 2005 in Washington, D.C.) war ein US-amerikanischer Politiker. Zwischen 1965 und 1973 sowie nochmals von 1975 bis 1993 vertrat er den Bundesstaat New York im US-Repräsentantenhaus.

## Werdegang
James Scheuer besuchte bis 1938 die Fieldston School in Riverdale und danach bis 1942 das Swarthmore College in Pennsylvania. In den Jahren 1943 bis 1945 diente er während des Zweiten Weltkrieges in der United States Army. Anschließend absolvierte er die Harvard Business School. In den Jahren 1945 und 1946 arbeitete er für die Bundesbehörde Foreign Economic Administration. Nach einem Jurastudium an der Columbia University und seiner 1948 erfolgten Zulassung als Rechtsanwalt begann er in diesem Beruf zu arbeiten. Von 1951 bis 1957 war er bei der Behörde zur Kontrolle der Preisstabilität (Office of Price Stabilization) angestellt. Außerdem war er als Redenschreiber und Dozent tätig. Politisch schloss er sich der Demokratischen Partei an. Im Jahr 1962 bewarb er sich noch erfolglos um die Nominierung seiner Partei für die anstehenden Kongresswahlen.
Bei den Kongresswahlen des Jahres 1964 wurde Scheuer als Kandidat der Demokraten sowie der Liberal Party of New York im 21. Wahlbezirk von New York in das US-Repräsentantenhaus in Washington gewählt, wo er am 3. Januar 1965 sein neues Mandat antrat. Nach drei Wiederwahlen konnte er bis zum 3. Januar 1973 vier Legislaturperioden im Kongress absolvieren. Diese waren von den Ereignissen des Vietnamkrieges und der Bürgerrechtsbewegung geprägt. Im Jahr 1972 wurde er von seiner Partei nicht mehr zur Wiederwahl nominiert.
In den Jahren 1972 und 1973 leitete Scheuer die National Alliance for Safer Cities. Gleichzeitig war er von 1972 bis 1974 Präsident der National Housing Conference. Bei den  Wahlen des Jahres 1974 wurde er im elften Distrikt seines Staates erneut in den Kongress gewählt, wo er am 3. Januar 1975 seine Arbeit aufnahm. Nach acht Wiederwahlen konnte er dort bis zum 3. Januar 1993 verbleiben. Seit 1983 vertrat er den dritten Bezirk des Staates New York. Von 1977 bis 1977 war er Vorsitzender des Select Committee on Population. Im Jahr 1992 verzichtete er auf eine weitere Kandidatur.
Nach dem Ende seiner Zeit im US-Repräsentantenhaus war James Scheuer zwischen 1994 und 1996 einer der Direktoren der Europäischen Bank für Wiederaufbau und Entwicklung. Er starb am 30. August 2005 in Washington.